# Paradrino
Paradrino – rodzaj muchówek z rodziny rączycowatych (Tachinidae).

## Wybrane gatunki
- P. assimilis Shima, 1984[2]
- P. atrisetosa Shima, 1984[2]
- P. fijiana Shima, 1984[2]
- P. halli (Curran, 1939)[2][1]
- P. laevicula (Mesnil, 1951)[2][1]
- P. laxifrons Shima, 1984[2]
- P. longicornis Shima, 1984[2]
- P. pilifacies Lahiri, 2006[3]